# Маркичев, Иван Васильевич
Маркиче́в, Ива́н Васи́льевич (9 [21] января 1883, Палех, Владимирская губерния — 29 сентября 1955, Палех, Ивановская область) — русский советский художник, заслуженный деятель искусств РСФСР (1934), народный художник РСФСР (1943).

## Биография

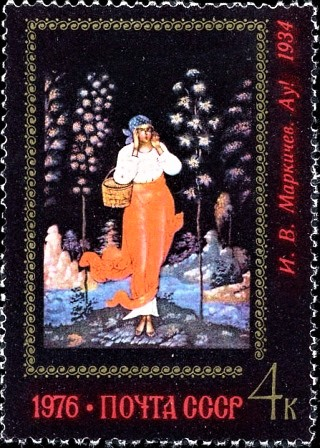
Почтовая марка СССР, 1976 год. Искусство Палеха

Потомственный палехский иконописец. В 1895—1901 годах учился в мастерской Н. М. Сафонова. Учителя — П. А. Плеханов, И. М. Баканов. Мастер палехской миниатюры, живописец-монументалист, реставратор.
Участвовал в Первой мировой и Гражданской войнах. Один из основателей Артели древней живописи (1924). Росписи Дворца пионеров в Ленинграде (1936) и в Иваново (1937).
До революции и после занимался реставрированием церковной живописи, в том числе Кремлёвских соборов в Москве. Росписи по фарфору, книжная иллюстрация.
Умер 29 сентября 1955 года, похоронен в Палехе.

## Награды
- Гран-при Всемирной Парижской выставки 1937 года.

## Избранные произведения И. В. Маркичева
- Алёша Попович. Шкатулка, 1920-е годы. ВМДПиНИ
- Видение Бориса и Глеба воину Пельгусию. Пластина, 1929. ГРМ
- Возвращение с работы. Шкатулка, 1933. ГМПИ
- Ау! Коробочка, 1933. ГМПИ
- Дары Терека. Шкатулка, 1941. ГМПИ
- Жнитво. Коробочка, 1931. ВМДПиНИ
- Жнитво. Тарелка, 1946. ГМПИ
- Жнитво. Шкатулка, 1926. ГРМ
- Илья Муромец. Шкатулка, 1944. Ивановский ОХМ
- К социализму. Тарелка. МНИ
- Как полосоньку я жала. Нож для бумаги, 1925. ГТГ
- Комната сказок. Ивановский Дворец пионеров, 1937.
- Косьба. Шкатулка, 1926. ГРМ
- Крестьянское восстание в деревне. Пластина, 1927. ГТГ
- Ладья. Баул, 1934. ГРМ
- Охота на лисицу. Баул, 1925. НГХМ
- Охота на лисицу. Потсигар, 1942. ГМПИ
- Охота на уток. Шкатулка. 1934. ГМПИ
- Охотник. Баул, 1925. НГХМ
- Охотник. Бисерница, 1926. НГХМ
- Пастушок. Пудреница, 1926. ГМПИ
- Пляска. Шкатулка, 1935. ВМДПиНИ
- Сбор грибов. Пластина, 1928. ЗГИХМЗ
- Сельскохозяйственные работы. Коробка, 1935. ГМПИ
- Сельскохозяйственные работы. Пластина, 1928. ГРМ
- Сельскохозяйственные работы. Шкатулка, 1935. ГМПИ
- Социалистическая стройка. Фарфоровая тарелка, 1930. ГМПИ
- Три девицы под окном. Шкатулка, 1932. ГМПИ
- Три чуда. Шкатулка, 1934. ГМПИ
- У речки. Пудреница, 1925. ГМПИ
- У речки. Пудреница. Частное собрание (Бостон, США)
- Я полоску млада жала. Брошь, 1925. ЗГИХМЗ[2].